# پیش‌بینی (ترانه)
«پیش‌بینی» (به انگلیسی: Anticipating) ترانه‌ای از خواننده آمریکایی بریتنی اسپیرز است که برای سومین آلبوم استودیویی خود، بریتنی (۲۰۰۱) ضبط شده‌است. این ترانه توسط اسپیرز در کنار تهیه‌کنندگان آهنگ برایان کرنولف و جاش شوارتز نوشته شده‌است. این ترانه در ۲۱ ژوئن ۲۰۰۲ توسط جایو رکوردز به عنوان پنجمین تک آهنگ از این آلبومش، برای فرانسه منتشر شد. «پیش‌بینی» یک آهنگ دیسکو و دنس پاپ است که تحت تأثیر آراندبی معاصر قرار دارد. ترانه به طرز ترقی مربوط به دوستی و رفاقت بین زنان است. این ترانه با ستایش و انتقاد مثبت روبرو شد و منتقدین اشعار آن را تعریف کردند و ترانه را با آهنگسازی دهه ۸۰ مانند مدونا، ریک استلی و جنت جکسون مقایسه کردند.
«پیش‌بینی» موفقیت تجاری جزئی بدست آورد و در شماره ۳۸ در سندیکای ملی انتشارات صوتی‌تصویری به اوج خود رسید. این ترانه با اجرا در تور خیال پردازی در میان یک رویا (۲۰۰۱–۲۰۰۲) تبلیغ شد. یک نماهنگ همراه، به کارگردانی متی کالنر، شامل اجرای زنده از لاس وگاس برای این ترانه منتشر شد. همچنین از این ترانه برای تویوتا ویوس، تبلیغ شد.

## لیست ترانه‌ها
- CD maxi single

1. «پیش‌بینی» - ۳:۱۶
2. «دختر نیستم، هنوز زن هم نشده‌ام» (متروی ریمیکس) - ۵:۲۵
3. «حفاظتی بیش از حد» (دارچیلد ریمیکس) - ۳:۲۰

- ۱۲ "وینیل (ریمیکس‌های فرانسوی)

1. «پیش‌بینی» (ریمیکس آلن برکس) - ۴:۰۷
2. «پیش‌بینی» (ریمیکس آلن برکس) - ۱:۲۷
3. «پیش‌بینی» (میکس آنتوان کلاماران کلاب) - ۶:۲۵
4. «پیش‌بینی» (Antoine Clamaran Instru Mix) - ۶:۲۵
5. «پیش‌بینی» (مخلوط شیرین و ترش PK'Chu & RLS) - ۵:۵۸
6. «پیش‌بینی» (مخلوط سخت و سکسی PK'Chu & RLS) - ۵:۴۳
7. «پیش‌بینی» (سخت و سکسی دوب PK'Chy & RLS) - ۵:۴۳

## اعتبار و پرسنل
اعتبار از یادداشت‌های بوش ' اقتباس شده‌است.
ضبط
- ضبط شده در استودیوی Rusk Sound در لس آنجلس، کالیفرنیا، DOJO در جکسون، نیوجرسی، Sound on Sound Studios و Battery Studios در نیویورک سیتی، نیویورک.
- مخلوط در باتری استودیو در نیویورک سیتی، نیویورک

## تاریخ انتشار
| کشور   | تاریخ        | قالب        | ناشر        |
| ------ | ------------ | ----------- | ----------- |
| فرانسه | ۲۱ ژوئن ۲۰۰۲ | سی‌دی تک‌آهنگ | جایو رکوردز |